# Tây Nam Phi thuộc Đức
Tây Nam Phi thuộc Đức (tiếng Đức: Deutsch-Südwestafrika) là thuộc địa của Đế quốc Đức từ 1884 đến 1915 (cũng được gọi là vùng được bảo vệ) trong khu vực Namibia ngày nay. Với diện tích 835,100 km², nó rộng gấp rưỡi so với đế quốc Đức.
Tây Nam Phi thuộc Đức là thuộc địa duy nhất của Đức có một số lượng đáng kể người định cư người Đức. Trong chiến tranh thế giới thứ nhất, khu vực này đã bị quân đội Liên minh Nam Phi chiếm đóng, giao cho quân đội quản lý vào năm 1915 và được chuyển giao vào năm 1919 theo các điều khoản của Hòa ước Versailles cho chính quyền Nam Phi.

## Dân cư
Nước này vào thời đó chưa bao giờ đông dân, và cũng không có một quần thể thống nhất nào trong khu vực thuộc địa cũ này. Đặc biệt là trong vùng có độ cao lớn nhất của vùng cao nguyên, gần Windhoek, vào thời người Đức còn sở hữu thuộc địa này, hai dân tộc chính đó là người Herero và Nama sống giáp ranh giới với nhau. Ngoài ra còn có người San, người Damara bị bắt làm nô lệ và người nông dân Owambo sống ở phía bắc.
Trước khi bị Đức chiếm giữ, khoảng 80.000 người Herero, 60.000 người Owambo, 35.000 người Damara và 20.000 người Nama đã sống ở Tây Nam châu Phi. Tây Nam Phi thuộc Đức là thuộc địa duy nhất của Đức có một khu định cư của người Đức đã được thành lập ở quy mô lớn. Ngoài việc khai thác kim cương và đồng, đặc biệt là việc chăn nuôi gia súc đã thu hút người nhập cư Đức đến. Năm 1902, thuộc địa này có khoảng 200.000 cư dân, trong đó có 2.595 người Đức, 1.354 người Boer và 452 người Anh. Cho đến năm 1914, có thêm 9.000 người Đức khác đến sinh sống.